# Andrea Parker
Andrea Parker, född 8 mars 1969 i Monterey County, Kalifornien, är en amerikansk skådespelare.
Hon är mest känd som Catherine Parker i den amerikanska TV-serien Kameleonten.

## Filmografi, i urval
- Våra värsta år (1989)
- Seinfeld (1992)
- Cityakuten (1994, 1995)
- Mord och inga visor (1996)
- På heder och samvete (1995-1996, 2001) (huvudroll i pilotavsnitt, därefter återkommande gästroll)
- Kameleonten (1996-2000)
- Inte helt perfekt (2002–2006)
- The Mentalist (2007)
- Pretty Little Liars (2010-2017)
- Suits (2011)
- Devious Maids (2013)